# زانکت اشتفن آموالد
زانکت اشتفن آموالد (به آلمانی: Sankt Stefan am Walde) یک منطقهٔ مسکونی در اتریش است که در ناحیه رورباخ واقع شده‌است. زانکت اشتفن آموالد ۱۶ کیلومتر مربع مساحت دارد ۸۰۵ متر بالاتر از سطح دریا واقع شده‌است.